# 添馬艦 (軍艦)

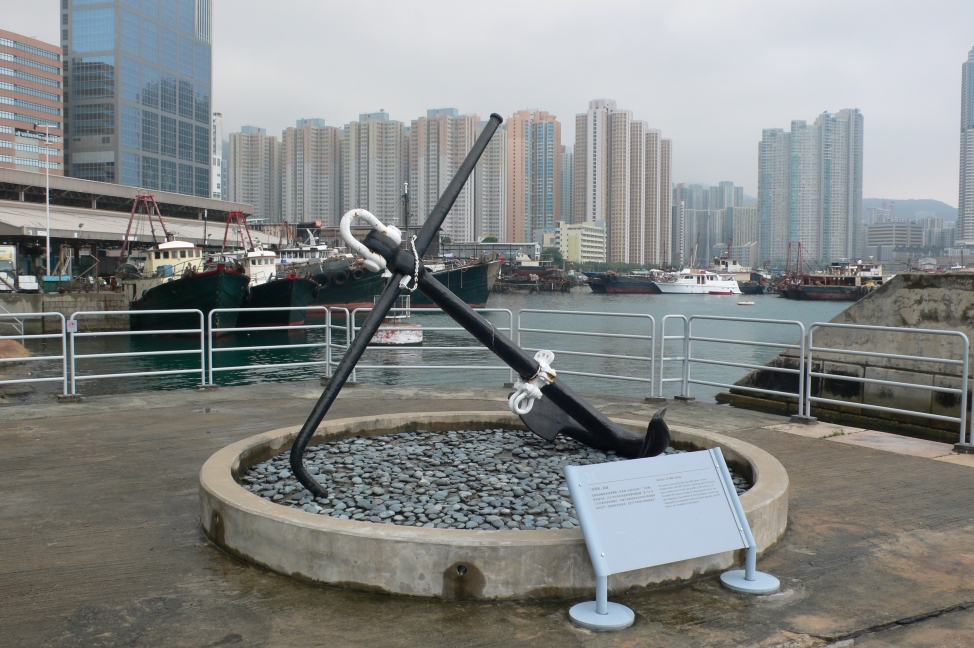
添馬艦的船錨

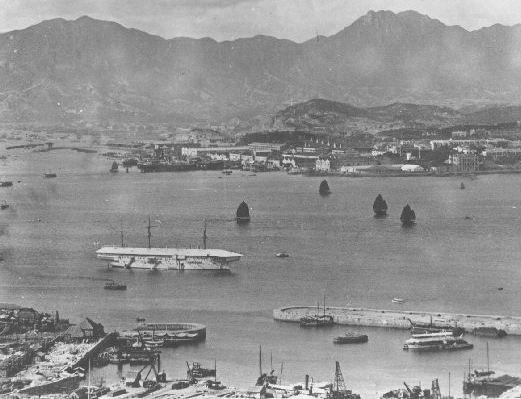
1905年，添馬艦於維多利亞港

添馬艦（英語：HMS Tamar）原是英國皇家海軍的運兵艦，於1863年在英國建造，是一艘排水量4,650噸的三桅帆船，並設有蒸汽機和推進器，擁有自行動力。此艦取名自位於英國康瓦爾郡和德文郡之間的添馬河，是第四艘使用此名的英國海軍艦隻。

## 歷史

### 建造
添馬艦於1863年6月，在英國倫敦的造船廠下水，作為一艘供運送人員和裝備的運兵艦。添馬艦新造時航速為12海里，其後曾經進行改裝，增加鍋爐數量，煙囪由原來雙煙囪減少為單煙囪。添馬艦首航於1864年1月12日，前往南非好望角，運送英軍。

### 使用
添馬艦在早期曾經活躍於非洲地區，於1874年參與英國在西非的戰爭，1882年則前往埃及亞歷山大港支援英軍任務。添馬艦在1897年第三次抵達香港後，即留守於維多利亞港內，成為駐港英軍的主力艦，停泊在香港島的皇家船塢旁。

### 沉沒
1941年12月8日，大日本帝國陸軍越過深圳河邊界從中國大陸入侵香港。12月12日，於香港保衛戰中失利的駐港英軍退守至香港島，港英政府下令炸毀港內所有船隻，以免被日軍利用，添馬艦亦因此被炸沉。

## 打撈
沉沒後，添馬艦的桅桿一直露出水面，但日佔香港政府直至終戰後都沒有理會。1945年8月香港重光後，維多利亞港中仍有大量船隻殘骸，港英政府於是向各本地船廠進行招標清理沉船，並於1947年12月外判一間中國海事公司進行打撈添馬艦殘骸的工程。但添馬艦主體則仍然存於海床，未能打撈。
殘存的木板被用作建造聖約翰座堂的大門作為紀念。船錨則被安放於中環的海軍基地正門處，其後被移至昂船洲海軍基地，1997年移交香港歷史博物館保存。現時船錨展出於香港海防博物館所在的鯉魚門渡口炮台外，筲箕灣避風塘的水道入口旁。
2015年，在中環及灣仔填海計劃範圍的灣仔海床，發現懷疑沉船的金屬殘骸。有學者估計是香港保衛戰中被炸毀的船隻之一，有可能是添馬艦，發展局指出要撈起殘骸後才能確定沉船的身份。2017年3月，土木工程拓展署委託進行的考古報告指，考古人員在殘骸中打撈出大量屬於英國皇家海軍將士的物品，而他們皆在添馬艦上服役，因此殘骸極有可能是添馬艦。但由於沒有發現船鐘、名牌或其他獨有識別物，有本土歷史學者認為仍不能排除它是其他船隻殘骸的可能性。
然而，由於添馬艦沒有正式除籍，它的殘骸理論上仍然是英國皇家海軍的財產，也不符合《古物及古蹟條例》中對於「古代遺物（relic）」的定義。按照「主權豁免（sovereign immunity）」原則，香港政府原則上不能未經英國政府批准自行打撈船體，但英國的《軍事遺存保護法》始終沒有把添馬艦納入保護名單，導致本艦的打撈計劃遙遙無期。

## 紀念
原本停泊添馬艦的金鐘海旁，在填海後被命名為添馬（英文：Tamar）以作紀念，而作為前駐港英軍三軍司令部的威爾斯親王大厦，也聯同所在的海軍基地被稱為「添馬艦」。1990年代中期，海軍基地被遷往昂船洲，威爾斯親王大厦則於1997年7月移交予解放軍駐港部隊成為中國人民解放軍駐香港部隊大廈，而原有的海軍基地港池，經填海後建有香港特區政府總部和立法會綜合大樓。